# Schleusenwärterhaus (Heven)

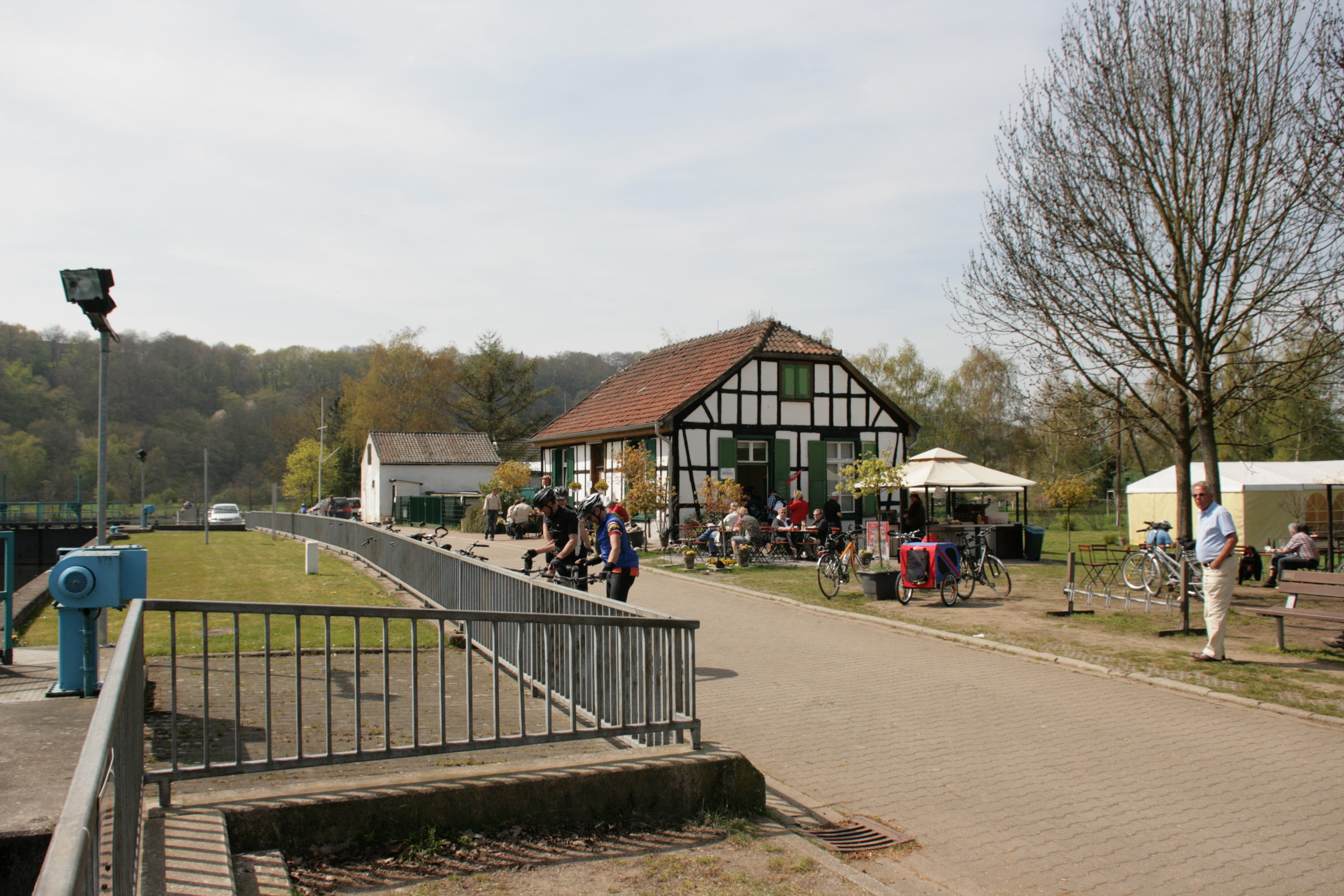
Ausflügler am Wirtshaus (Schleusenwärterhaus) neben der Schleuse, 2010

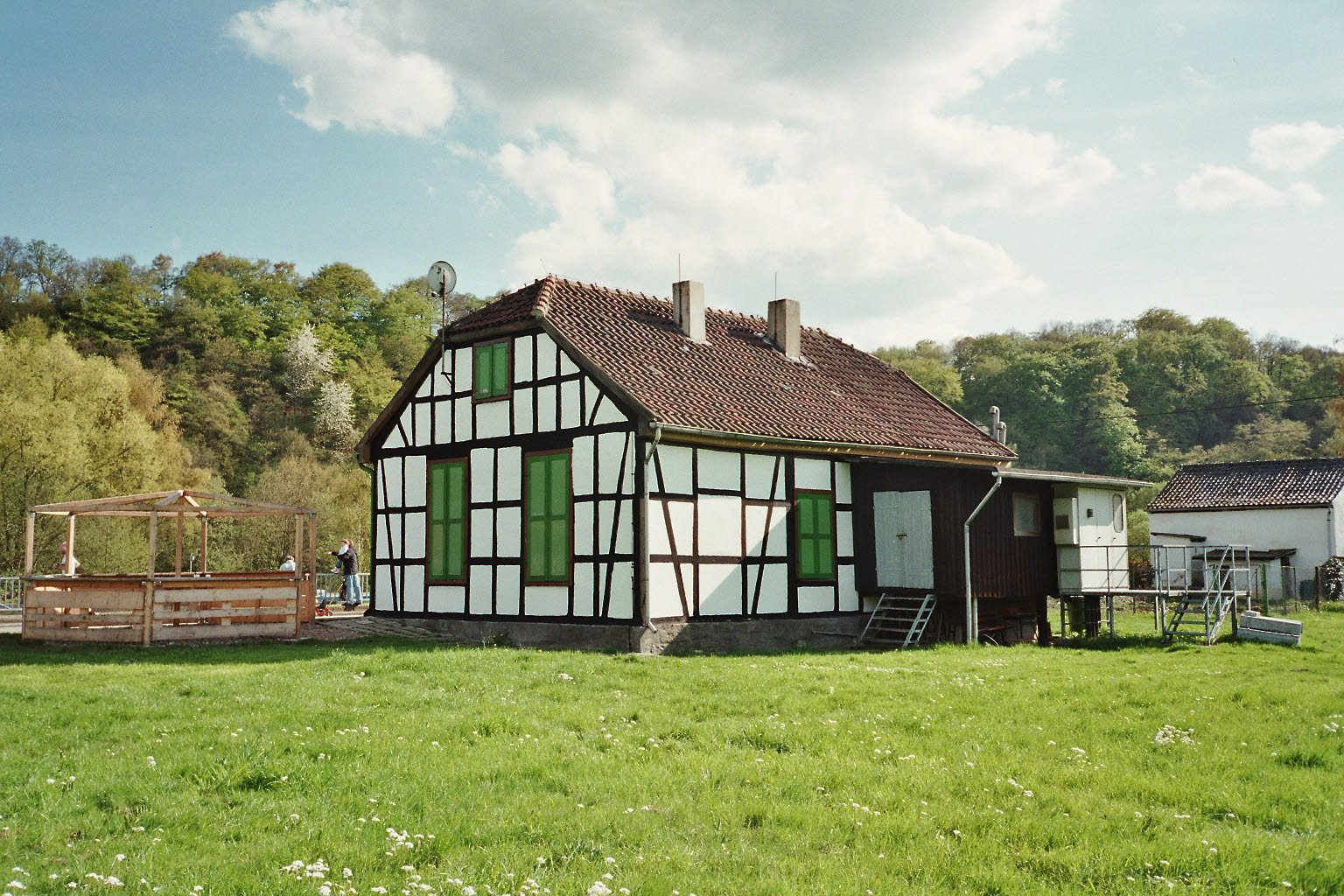
Rückseite des Schleusenwärterhauses, 2006

Die Königliche Schleusenwärterhaus ist eine Schleusenwärterhaus an der Ruhr in Heven, Witten, bei der Herbeder Schleuse. Es ist denkmalgeschützt (Baudenkmal Nr. 231).
Das eingeschossige Fachwerkhaus mit Krüppelwalmdach, wurde 1835 gebaut im klassizistisch geprägten Baustil der preußischen öffentlichen Hand. Die Wetterseite ist verschiefert.
Es beherbergt eine Gastronomie für Wanderer, Radfahrer und die Fahrgäste der MS Schwalbe II an dieser Stelle. In der Nacht vom 23. auf dem 24. Januar 2015 wurde das Haus durch ein Feuer stark beschädigt. Inzwischen wurde es wieder aufgebaut.